# Porphyrostemma
Porphyrostemma là một chi thực vật có hoa trong họ Cúc (Asteraceae).

## Loài
Chi Porphyrostemma gồm các loài: